# 千鳥文様
千鳥文様 (ちどりもんよう)は、日本の伝統的な文様のひとつで、小さな鳥である千鳥を図案化して繰り返し配置した柄である。波と組み合わせた「波千鳥」としても用いられることが多く、困難に立ち向かう様子や夫婦円満を象徴する吉祥文様とされる。古くから和歌や絵画の題材にもなり、着物や能装束、和更紗などの染織品、漆工、陶磁器の装飾に広く用いられてきた。

千鳥文様